# 2001年至2002年NBA赛季
2001-02赛季是NBA的第56个赛季。新泽西网队在贾森·基德的带领下首次打进总决赛，不过被洛杉矶湖人队横扫4场，而湖人则获得三连冠。

## 值得关注的事
- 联盟由本赛季起更改规则，允许区域联防。

- 灰熊队本赛季從温哥华搬到田纳西州的孟菲斯。

- 2002年NBA全明星赛在费城的第一联合中心举行，西部明星队以135-120击败东部明星队，在费城出生的湖人球星科比·布莱恩特获得MVP，不过他也遭到了费城球迷的吹嘘。

- NBA传奇人物，华盛顿奇才队老板迈克尔·乔丹第二次复出，不过这次是在奇才队而非他成名的芝加哥公牛。

- 達拉斯獨行俠使用新主场美国航空中心。

- NBA和NBC时隔12年后再次合作。

- 为纪念911事件的死难者，所有NBA球队的队服上都绣上了包含美国国旗的“团结丝带”图案，多伦多猛龙队的团结丝带则是同时印上了美国和加拿大国旗。

- 多伦多猛龙赢下了赛季最后14场比赛中的12场，从而以42胜40负的成绩成为东部7号种子进入季后赛，而之前他们曾输掉18场比赛中的17场，一度与季后赛非常渺茫。

- 新泽西网队在贾森·基德的带领下，取得52场胜仗的历史最好成绩，作为东部联盟冠军的他们也首次打进NBA总决赛。

- 本赛季过后，前ABA加入NBA的四支球队中只有丹佛掘金没有进入过总决赛，圣安东尼奥马刺在98-99赛季获得总冠军，而印第安纳步行者和新泽西网队分别于1999-2000和本赛季打入过NBA总决赛。

## 成绩

### 东部联盟
| 球队                | 胜 | 负 | 胜率 | 落后场次 |
| ------------------- | -- | -- | ---- | -------- |
| 新泽西网（1）       | 52 | 30 | .634 | -        |
| 波士顿凯尔特人（3） | 49 | 33 | .598 | 3        |
| 奥兰多魔术（5）     | 44 | 38 | .537 | 8        |
| 费城76人（6）       | 43 | 39 | .524 | 9        |
| 华盛顿奇才          | 37 | 45 | .451 | 15       |
| 迈阿密热火          | 36 | 46 | .439 | 16       |
| 纽约尼克斯          | 30 | 52 | .366 | 22       |

| 球队                | 胜 | 负 | 胜率 | 落后场次 |
| ------------------- | -- | -- | ---- | -------- |
| 底特律活塞（2）     | 50 | 32 | .610 | -        |
| 夏洛特黄蜂（4）     | 44 | 38 | .537 | 6        |
| 多伦多猛龙（7）     | 42 | 40 | .512 | 8        |
| 印第安纳步行者（8） | 42 | 40 | .512 | 8        |
| 密尔沃基雄鹿        | 41 | 41 | .500 | 9        |
| 亚特兰大鹰          | 33 | 49 | .402 | 17       |
| 克里夫兰骑士        | 29 | 43 | .354 | 21       |
| 芝加哥公牛          | 21 | 61 | .256 | 29       |

### 西部联盟
| 球队                | 胜 | 负 | 胜率 | 落后场次 |
| ------------------- | -- | -- | ---- | -------- |
| 圣安东尼奥马刺（2） | 58 | 24 | .707 | -        |
| 達拉斯獨行俠（4）   | 57 | 25 | .695 | 1        |
| 明尼苏达森林狼（5） | 50 | 32 | .610 | 8        |
| 犹他爵士（8）       | 44 | 38 | .537 | 14       |
| 休斯顿火箭          | 28 | 54 | .341 | 30       |
| 丹佛掘金            | 27 | 55 | .329 | 31       |
| 孟菲斯灰熊          | 23 | 59 | .280 | 35       |

| 球队                | 胜 | 负 | 胜率 | 落后场次 |
| ------------------- | -- | -- | ---- | -------- |
| 萨克拉门托国王（1） | 61 | 21 | .744 | -        |
| 洛杉矶湖人（3）     | 58 | 24 | .707 | 3        |
| 波特兰开拓者（6）   | 49 | 33 | .582 | 12       |
| 西雅图超音速（7）   | 45 | 37 | .549 | 16       |
| 洛杉矶快船          | 39 | 43 | .476 | 22       |
| 菲尼克斯太阳        | 36 | 46 | .439 | 25       |
| 金州勇士            | 21 | 61 | .280 | 40       |

|  | 赛区冠军 |

|  | 进入季后赛 |

(1)-（8）种子排名

## 个人数据统计
| -            | 球员          | 球队           | -     |
| 平均每场得分 | 阿伦·艾佛森   | 费城76人       | 31.4  |
| 平均每场篮板 | 本·华莱士     | 底特律活塞     | 13.0  |
| 平均每场助攻 | 安德烈·米勒   | 克里夫兰骑士   | 10.9  |
| 平均每场抢断 | 阿伦·艾佛森   | 费城76人       | 2.8   |
| 平均每场盖帽 | 本·华莱士     | 底特律活塞     | 3.5   |
| 投篮命中率   | 沙奎尔·奥尼尔 | 洛杉矶湖人     | 57.9% |
| 罚篮命中率   | 雷杰·米勒     | 印第安纳步行者 | 91.1% |
| 三分命中率   | 史蒂夫·史密斯 | 圣安东尼奥马刺 | 47.2% |

## NBA奖项
- 最有价值球员：蒂姆·邓肯（圣安东尼奥马刺）
- 最佳新秀：保罗·加索尔（孟菲斯灰熊）
- 最佳防守球员：本·华莱士（底特律活塞）
- 最佳第六人：柯利斯·威廉姆森（底特律活塞）
- 进步最快球员：杰梅因·奥尼尔（印第安纳步行者）
- 最佳教练：里克·卡莱尔（底特律活塞）

NBA最佳第一阵容：
- 前锋-蒂姆·邓肯（圣安东尼奥马刺）
- 前锋-特雷西·麦克格雷迪（奥兰多魔术）
- 中锋-沙奎尔·奥尼尔（洛杉矶湖人）
- 后卫-科比·布莱恩特（洛杉矶湖人）
- 后卫-贾森·基德（新泽西网）

NBA最佳第二阵容：
- 前锋-凯文·加内特（明尼苏达森林狼）
- 前锋-克里斯·韦伯（萨克拉门托国王）
- 中锋-德克·诺维斯基（達拉斯獨行俠）
- 后卫-加里·佩顿（西雅图超音速）
- 后卫-阿伦·艾佛森（费城76人）

NBA最佳第三阵容：
- 前锋-本·华莱士（底特律活塞）
- 前锋-杰梅因·奥尼尔（印第安纳步行者）
- 中锋-迪肯贝·穆托姆博（费城76人）
- 后卫-保罗·皮尔斯（波士顿凯尔特人）
- 后卫-史蒂夫·纳什（達拉斯獨行俠）

NBA最佳防守第一阵容：
- 蒂姆·邓肯（圣安东尼奥马刺）
- 凯文·加内特（明尼苏达森林狼）
- 本·华莱士（底特律活塞）
- 加里·佩顿（西雅图超音速）
- 贾森·基德（新泽西网）

NBA最佳防守第二阵容：
- 布鲁斯·鲍文（圣安东尼奥马刺）
- 克利福德·罗宾逊（底特律活塞）
- 迪肯贝·穆托姆博（费城76人）
- 科比·布莱恩特（洛杉矶湖人）
- 道格·克里斯蒂（萨克拉门托国王）

NBA最佳新秀阵容：
- 保罗·加索尔（孟菲斯灰熊）
- 肖恩·巴蒂尔（孟菲斯灰熊）
- 贾森·理查德森（金州勇士）
- 托尼·帕克（圣安东尼奥马刺）
- 安德烈·基里连科（犹他爵士）

NBA最佳新秀第二阵容：
- 贾玛尔·汀斯利（印第安纳步行者）
- 理查德·杰弗森（新泽西网）
- 埃迪·格里芬（休斯顿火箭）
- 热利科·雷布拉查（底特律活塞）
- 弗拉迪米尔·拉德马诺维奇（西雅图超音速）
- 乔·约翰逊（波士顿凯尔特人／菲尼克斯太阳）